# Orecchio di Dionisio
(Jean Houël, Voyage pittoresque des isles de Sicile, de Malte et de Lipari, 1782-1787)
L'Orecchio di Dionisio (o Orecchio di Dionigi) è una grotta artificiale che si trova nell'antica cava di pietra detta latomia del Paradiso, sotto il Teatro greco di Siracusa. Scavata nel calcare, è alta circa 23 m, larga dai 5 agli 11 m e si sviluppa in profondità per 65 m, con un andamento a S che lo rende anche un luogo di amplificazione acustica dei suoni.
La ragione di questo andamento deriva dalla presenza di un antico acquedotto nella parte superiore della grotta. Da quella traccia i costruttori scavarono verso il basso creando poi la forma attuale. Proprio questa conformazione particolarmente sinuosa delle pareti lascia aperto l'interrogativo sul suo reale utilizzo. Se cioè fosse soltanto una cava o se servisse per amplificare i suoni.

## Storia

### Origini
Secondo la leggenda, la sua particolare forma a orecchio d'asino fece coniare al pittore Caravaggio, recatosi nella città aretusea nel 1608 in compagnia dello storico siracusano Vincenzo Mirabella, l'espressione Orecchio di Dionisio. Secondo la tradizione infatti il tiranno Dionisio fece scavare la grotta dove rinchiudeva i prigionieri e, appostandosi all'interno di una cavità superiore, ascoltava i loro discorsi. Grazie alla sua forma, l'Orecchio di Dionisio possiede caratteristiche acustiche tali da amplificare i suoni fino a sedici volte.
Secondo le ricostruzioni di Eliano, Dionisio avrebbe rinchiuso il poeta Filosseno, con la colpa di non apprezzare le opere letterarie del tiranno, in questo luogo o nella vicina "Grotta dei cordari". Eliano afferma infatti che il poeta era stato rinchiuso: "nella grotta più bella delle Latomie, dove aveva composto il suo capolavoro, il Ciclope: grotta che in seguito aveva preso il suo nome.".

## "Ispirazioni" celebri
Nel 1625 lo scrittore e viaggiatore Pietro Della Valle, di ritorno dal suo viaggio in Oriente visitò l'orecchio rimanendone estasiato. Seppur, per le convinzioni dell'epoca, a costruire la struttura sarebbe stato l'ingegno di Archimede:
(Pietro Della Valle, Viaggi Di Pietro Della Valle)

### Viaggiatori del Grand Tour
Attorno al 1770 il pittore e architetto Jean-Pierre Houël visitò la grotta eseguendo una serie di rappresentazioni. Nelle sue descrizioni parlava anche dell'acustica e di come fossero eseguite delle prove soffiando un corno, sparando un colpo o battendo un tamburo. Ma è senza dubbio la leggenda del luogo e la storia ad affascinare il suo immaginario:
(Veduta esterna della grotta chiamata Orecchio di Dionisio di Jean Hoüel)

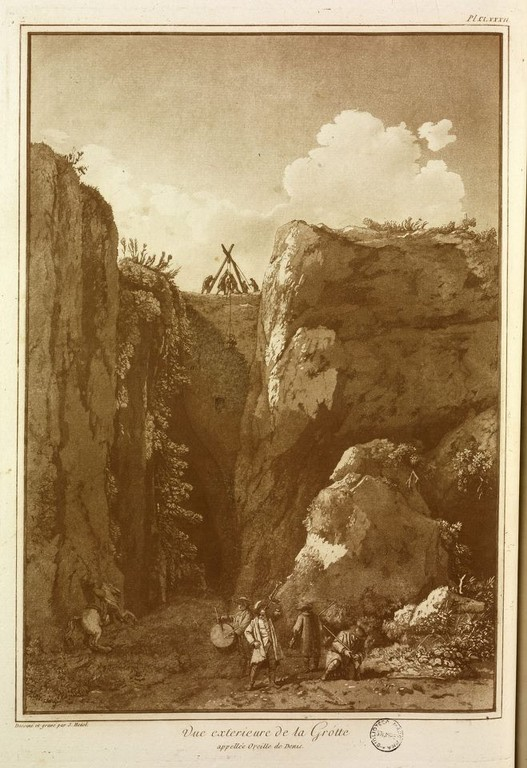
Guazzo di Houel del 1777

Vivant Denon visitando la grotta, volle verificare la veridicità della leggenda secondo cui Dionigi ascoltasse i discorsi dei prigionieri, ma comprese che la sovrapposizione di suoni rende l'ascolto del tutto confuso:
Maupassant in visita a Siracusa racconta anche del monumento:

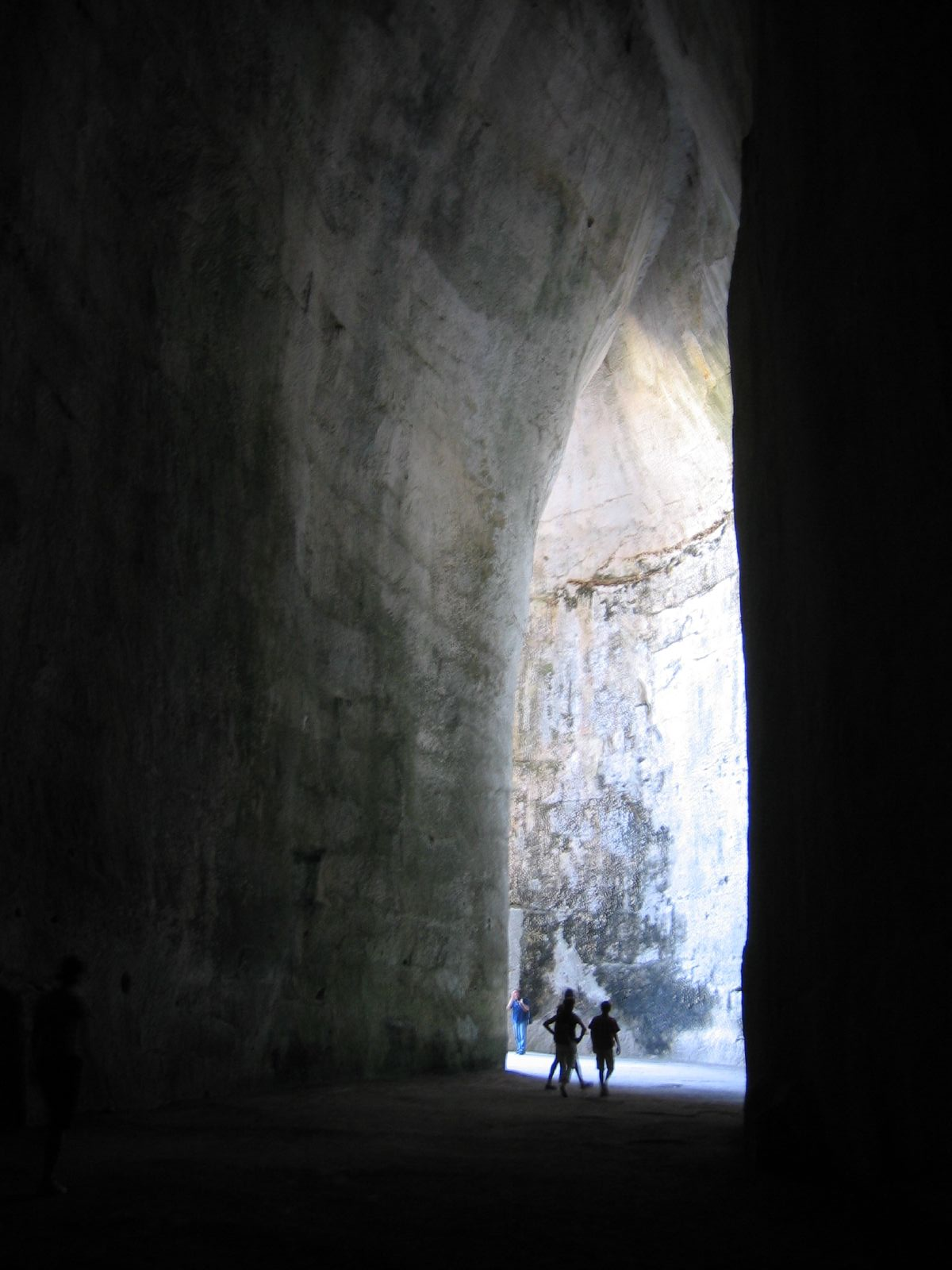
L'orecchio di Dionisio visto dall'interno

(Guy de Maupassant, Viaggio in Sicilia)

### In letteratura
Anche lo scrittore argentino Cortázar cita l'Orecchio di Dionisio:
- Impossibile, - disse Gregorovius.

- È assolutamente impossibile che quel tale senta niente.

- Sente meglio di noi, questo è il guaio.

- Questa casa è come l’orecchio di Dionisio.

- Di chi?...»
(Julio Cortázar, Il gioco del mondo, 1963)
La grotta è menzionata anche da Jules Verne, nel suo Viaggio al centro della Terra (1864):

### Nel cinema
L'orecchio di Dionisio è stato una delle location principali del film Indiana Jones e il quadrante del destino (2023), dove Indiana Jones, interpretato da Harrison Ford, trova una parte del quadrante di Archimede nella tomba dello stesso fisico.

## Grotta dei cordari
Nel complesso della Latomia del Paradiso si trova la Grotta dei Cordari così chiamata perché utilizzata per secoli da costruttori di corde che vi trovavano un luogo ideale a causa dell'alto tasso di umidità al suo interno. Si tratta di una grande grotta poggiata su pilastri sottili di pietra naturale scavata dall'uomo in epoca molto remota. Al momento una parte della grotta è chiusa al pubblico per il pericolo di crollo di massi dalla volta.